# Oxyopomyrmex oculatus
Oxyopomyrmex oculatus is een mierensoort uit de onderfamilie van de Myrmicinae. De wetenschappelijke naam van de soort is voor het eerst geldig gepubliceerd in 1881 door André.